# PTC Creo Parametric
PTC Creo Parametric（ピーティーシー・クレオ・パラメトリック）はアメリカのPTCよりリリースされている製造業向けソリューションCreo Elements/Proの中核であるCADソフトウェア。3次元ソリッドモデルでの設計を主な機能とする。旧製品名はPro/ENGINEER。

## 概要
1980年代に入って2次元CADが広く設計現場に普及する一方、製造業では曲面の表現や部品相互の位置関係が把握しやすい3次元CADへのニーズが高まった。このため、CATIA V4やUnigraphicsといったワイヤーフレーム（線）やサーフェス（曲面）によって3次元形状を表現する3次元CADが次々と商用製品化された。しかし、これらの3次元表現では形状の変形や寸法の修正への柔軟な対応が難しく、また図面を代替するような機能を持たせることができないなどの課題があった。
1986年からPTCにより開発の始まったPro/ENGINEERはソリッド（立体）による3次元形状の表現と、パラメトリック・モデリングといわれる形状の外形寸法値による形状コントロール手法を、3DCADに初めて取り入れた製品である。
1996年にはCAD業界で先行するAutodesk社を売上高で上回り、名実ともにCADを代表する存在となった。
1993年には一部の開発エンジニアがスピンオフし、さらに操作を容易にしたSolidWorksを開発し、ここからミドルレンジと呼ばれる機能の制限はあるもののやや安価な3次元CAD市場が発生し、市場の一部を奪われることともなった。これに対して、PTCでは1998年にはデータ管理ツールのWindchillをリリースするなど設計周辺機能を充実させることで、ハイエンド総合設計ソリューションとしてPro/ENGINEERを強化する一方、2002年にはWildfireというサブタイトルを持つ製品にリニューアルすることで、複雑化した操作体系を一新しながらも高度なモデリング機能を維持する大改革を行った。
2005年以降は積極的な買収による拡大に転じ、主なものだけでも10社を超える買収を行った。ときにはシェアを争う競合企業も買収し、ミドルレンジCADのOneSpace Designerを保有するCoCreate Softwareも対象となった。OneSpace Designerは現在PTC Creo DirectとしてPTC Creoラインナップに組み込まれている。
2010年10月にPTCは設計ソフトCreoを発表した。Pro/ENGINEER もCreoの一製品という扱いになり、Creo Elements/Proへ改称された。

## 機能
パラメトリック・フィーチャー・ベース・モデリングを基本とする、3次元ソリッドモデリングを行うことができる。ソリッドの外形形状データを寸法値と他のソリッドとの合致関係情報で保持しているため、この寸法や関係の変更で容易に寸法を変更することができ、また形状の追加や削除も自由に行える。形状全体を一つの演算式として持つ必要がないため、これらの編集作業による形状計算の待ち時間が発生しないことも特長としている。
モジュールには、シェルモデラーやソリッドモデラーなどの基本的なモデリング機能のほか、CAMやCAE、配管設計などの機能もある。